# الله أباد (لنجان)
الله أباد هي قرية في مقاطعة لنجان، إيران. عدد سكان هذه القرية هو 435 في سنة 2006.